# South Amboy
South Amboy est une ville du comté de Middlesex, dans l’État du New Jersey, aux États-Unis. Sa population s’élevait à 8 631 habitants lors du recensement de 2010, estimée à 8 857 habitants en 2017. South Amboy et la ville voisine de Perth Amboy sont souvent nommées The Amboys.

## Source
- (en) Cet article est partiellement ou en totalité issu de l’article de Wikipédia en anglais intitulé « South Amboy, New Jersey » (voir la liste des auteurs).